# Bahnhof Radegast

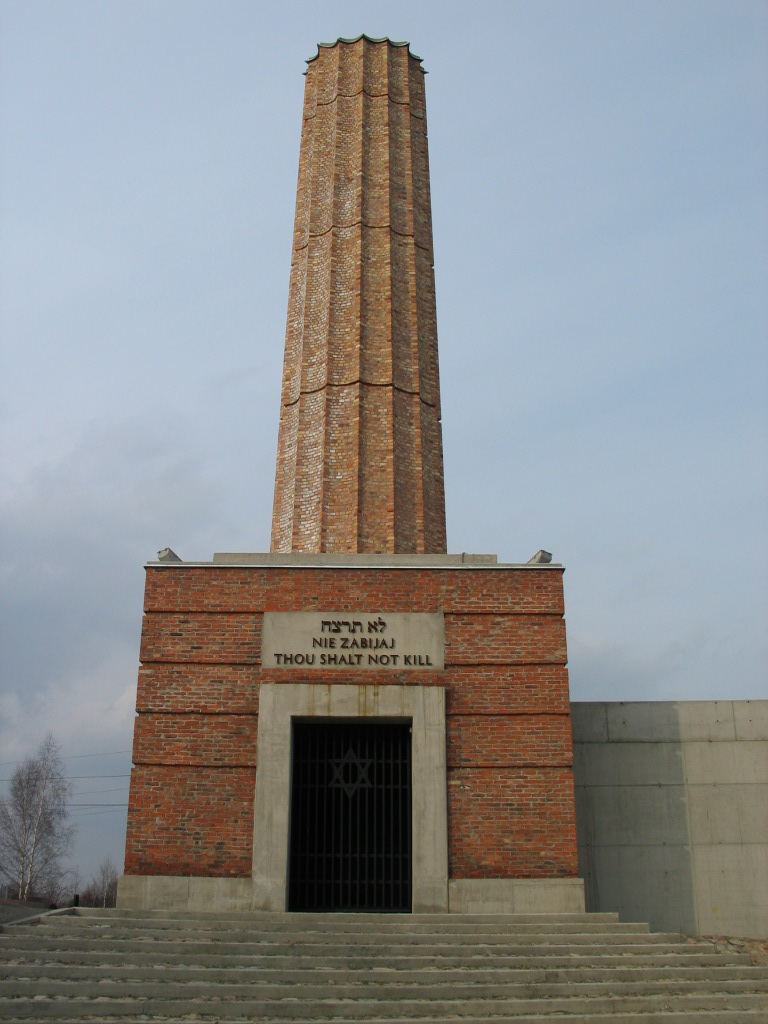
Monumento dell'Olocausto a Radegast

La Bahnhof Radegast (in italiano: Stazione di Radogoszcz) è una stazione ferroviaria storica di Łódź, in Polonia. Costruita tra il 1926 e il 1937, fu ampiamente utilizzata durante l'Olocausto. Serviva come Umschlagplatz, l'area di detenzione adiacente alle stazioni ferroviarie, per il trasporto degli ebrei dal ghetto di Łódź ai campi di sterminio durante l'operazione Reinhard. La "piattaforma di carico" si trova a Marysin, un quartiere nel rione Bałuty della città.

## L'Olocausto
Durante la seconda guerra mondiale la stazione era situata appena fuori dal ghetto di Łódź, uno dei più grandi ghetti ebraici dell'Europa occupata dai tedeschi. L'Umschlagplatz della stazione di Radogoszcz era il luogo in cui gli abitanti, prevalentemente ebrei di Łódź insieme alle migliaia di persone espulse da tutta la Polonia occupata, venivano radunati per la deportazione nei campi di sterminio di Chełmno ed Auschwitz.Circa 200 000 tra ebrei polacchi, austriaci, tedeschi, lussemburghesi e cechi, oltre ai molti rom e sinti, passarono per la stazione verso la morte tra il 16 gennaio 1942 e il 29 agosto 1944. Il punto di raccolta di Radogoszcz aveva lo stesso significato per Łódź come il più noto Umschlagplatz aveva per il ghetto di Varsavia.

## Memoriale
Nel 2004 la commemorazione del sessantesimo anniversario della distruzione del ghetto di Łódź e della partenza dell'ultimo treno da Radogoszcz ha stimolato i lavori di trasformazione dell'ex stazione in memoriale dell'Olocausto. Il 28 agosto 2005 è stato inaugurato un monumento per ricordare le vittime ebree passate per la stazione, progettato da Czesław Bielecki, con il tunnel dei deportati lungo 140 metri. L'edificio ristrutturato è una delle sedi del Museo dell'Indipendenza di Łódź.